# 大阪女子大学
大阪女子大学（おおさかじょしだいがく、Osaka Women's University）は、堺市にあった大阪府立の公立大学。1949年に開学。2005年4月、大阪府立大学に統合され、2005年度から学生募集を停止。在学生がなくなった2014年に廃止された。

## 概要
1924年（大正13年）に開校した旧制大阪府女子専門学校が前身。1949年（昭和24年）に新制大学・大阪府立大阪女子大学として開学。4年制の女子大学として数多くの卒業生を送り出した。1980年代以降は、女性学の講義や研究などが行われ、この大学の特色のひとつとなった。
府立大学の統合・再編に伴い、2005年（平成17年）4月に（旧）大阪府立大学・大阪府立看護大学とともに、公立大学法人大阪府立大学の設置する大学となる。2007年にはキャンパスも大阪府立大学に統合移転。大学独自のキャンパス・事務室を持たず、学年進行も停止しており、留年や休学等による在籍学生がなくなった時点で廃止された。

## 沿革
- 1924年4月 前身となる大阪府女子専門学校が開校。
- 1949年4月 大阪府女子専門学校校地（大阪市住吉区帝塚山3丁目）に大阪女子大学が開学。4学科（国文学科、英文学科、社会福祉学科、生活理学科）から成る学芸学部を設置。
- 1976年4月 学芸学部に基礎理学科を設置。生活理学科の学生募集を停止。
- 1976年9月 堺市大仙町に移転（大仙キャンパス開設）。
- 1982年 女性学の授業を開始。
- 1983年4月 学芸学部に人間関係学科を設置。社会福祉学科の学生募集を停止。
- 1989年4月 学芸学部に応用数学科を設置。
- 1990年 女性学研究資料室を開設。
- 1996年 女性学研究センターと70周年記念ホールを開設。
- 1999年4月 人文社会学部、理学部を設置。学芸学部の学生募集を停止。
- 2005年4月 府立大学の統合・再編に伴い、公立大学法人大阪府立大学の設置する「大阪女子大学」となる。学生募集を停止。
- 2006年3月 学芸学部を廃止。
- 2007年4月 大阪府立大学中百舌鳥キャンパス（堺市中区）へ移転。
- 2014年6月30日 廃止認可。[3]

## 所在地
- 1949年 - 1976年、帝塚山学舎（大阪市住吉区帝塚山東2丁目）
- 1976年 - 2007年、大仙キャンパス（堺市堺区大仙町2番1号）
- 2007年 - 、中百舌鳥キャンパス（堺市中区学園町1番1号）

## 大仙キャンパスの跡地利用
大仙キャンパスの閉鎖時点では一括して学校法人に売却するという案が有力だったが、取得を名乗り出る学校法人はなく、2010年までに西側は売却されて住宅街となった。
残りの仁徳天皇陵に面した一帯は、2012年に堺市が百舌鳥古墳群のガイダンス施設用地として購入した。建物の解体工事は2015年1月に始まり、同年末までに完了したが、2018年1月現在も更地にはなっておらず、各門やキャンパス内の階段などの土木施設およびテニスコート等は放置状態である。ガイダンス施設は2018年に着工・2019年度末に完成予定であるが、利用されるのは敷地のうちもっとも仁徳天皇陵に近いテニスコート跡地が中心で、キャンパス跡のメイン部分の利用計画は2018年1月現在決定していない。

## 組織

### 学部
- 人文社会学部
  - 人文学科
    - 日本語日本文学専攻
    - 英語英米文学専攻
    - 国際文化専攻

  - 人間関係学科
    - 人間学専攻
    - 社会学専攻
    - 教育学専攻
    - 心理学専攻
    - スポーツ文化専攻
- 理学部
  - 環境理学科
    - 環境物質科学専攻
    - 環境生物科学専攻

  - 応用数学科
    - 数学専攻
    - 数理情報専攻

### 大学院
- 文学研究科
  - 国語学国文学専攻
  - 英語学英米文学専攻
  - 社会人間学専攻
- 理学研究科
  - 基礎理学専攻
  - 応用数学専攻

## 大学関係者と組織

### 同窓会
旧制大阪府女子専門学校と大阪女子大学の同窓会として「斐文会」（ひぶんかい）がある。

## 大学関係者一覧

### 教職員
学長経験者
- 片桐洋一（1987年～1991年)
- 上田正昭（1991年～1997年）
- 中西進（1997年～2001年）

### 出身者
- 富岡多恵子（小説家・詩人）
- 河野多惠子（芥川賞作家）
- 平井弓子（ハーゲンダッツジャパン社長）
- 佐々木静子（関西初の女性弁護士）
- 藤本統紀子（タレント、エッセイスト。作家・藤本義一の妻）
- 鴨居羊子（下着デザイナー）
- 米谷ふみ子（芥川賞作家）
- 岸本多万重（元NHKアナウンサー）| [icon] | この節の加筆が望まれています。 |